# Muraltia squarrosa
Muraltia squarrosa là một loài thực vật có hoa trong họ Polygalaceae. Loài này được (L. f.) DC. mô tả khoa học đầu tiên năm 1824.